# Donald Evans

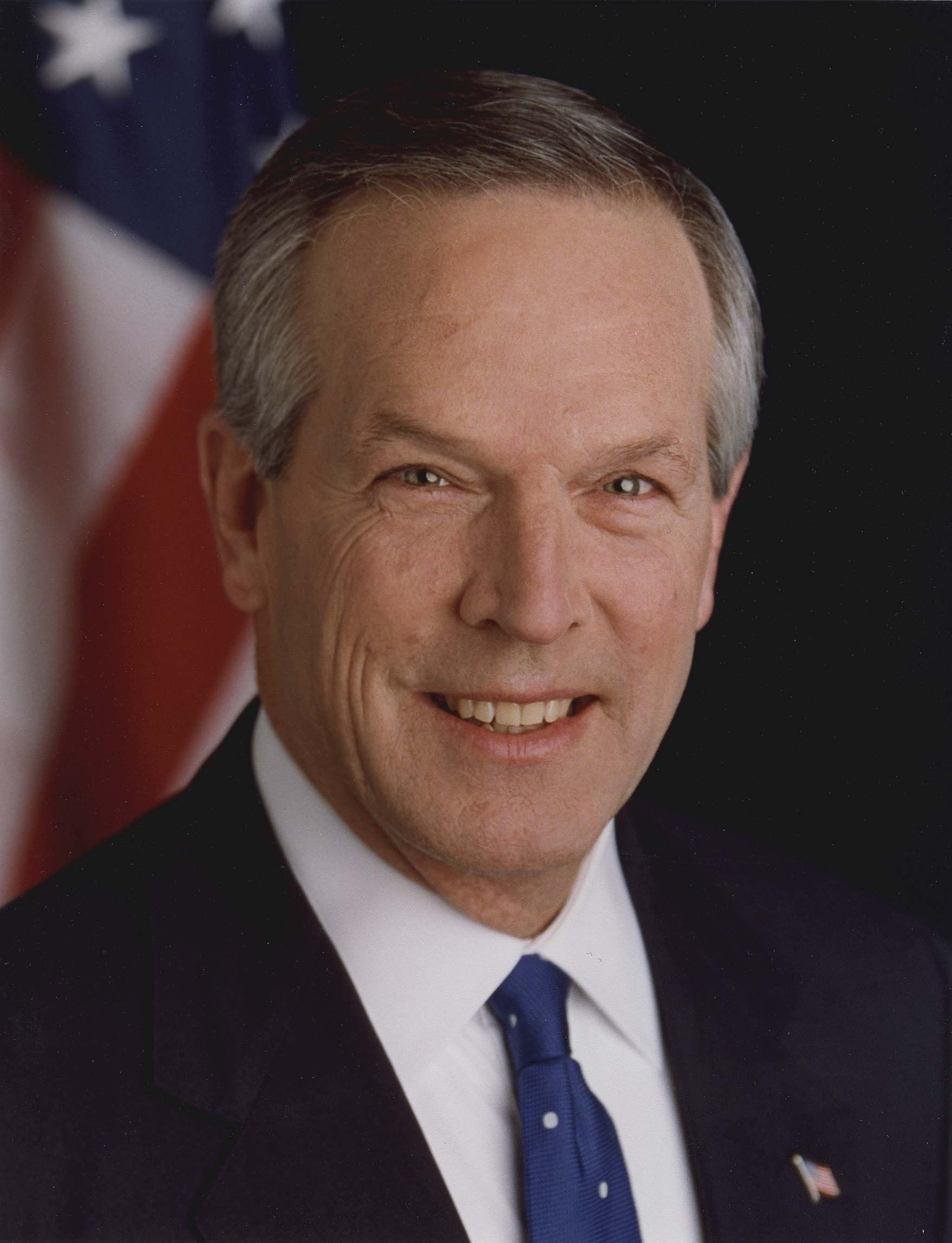
Donald Evans

Donald Louis Evans (Houston (Texas), 27 juli, 1946) is een Amerikaans politicus en zakenman. Hij was de 34e minister van Economische Zaken.
Hij studeerde aan de Universiteit van Texas in Austin waar hij in 1969 zijn diploma werktuigbouwkunde en in 1973 zijn diploma in bedrijfskunde behaalde. In 1975 verhuisde Evans naar Midland (Texas) waar hij op een olieplatform begon te werken. Tien jaar later nam hij de zaak over en bleef die leiden tot hij in 2001 minister werd.
Evans werd genomineerd voor minister van handel door zijn vriend George W. Bush en besteeg die positie op 20 januari, 2001. Op 9 november 2004 maakte het Witte Huis bekend dat Evans er eind januari 2005 mee zou stoppen. Velen waren verbaasd dat hij niet in een andere functie in de regering bleef.
Sindsdien (ten minste tot 2006) is hij voorzitter van het Forum van financiële diensten, een samenwerkingsverband van privébedrijven.
- International Standard Name Identifier: 0000 0000 5349 1959
- Library of Congress Control Number: no2004004835
- Virtual International Authority File: 4633717
- WorldCat: E39PBJxxgYKrrCCR9rv39QJRrq